# Annie Bentoiu
 (mars 2017).
Annie Bentoiu, née à Bucarest le 1er mai 1927 et morte le 21 décembre 2015, est une essayiste et écrivain suisse et roumaine.

## Biographie
Annie Bentoiu est née à Bucarest, d'un père roumain et d'une mère vaudoise.
Elle fait des études de droit, de littérature et d'histoire. Poétesse, romancière, essayiste et nouvelliste, elle écrit en roumain son œuvre en prose et en français son œuvre poétique. Cela l'a incitée à traduire en français plusieurs grands auteurs roumains (notamment des poèmes d'Arghezi et d'Eminescu), ce qui lui a valu, à trois reprises, le Prix de la traduction de l'Union des écrivains de Roumanie (1979, 1983 et 1991). 
Elle a écrit plusieurs recueils de poèmes. Aux éditions de l'Aire, Annie Bentoiu publie Phrases pour la vie quotidienne, journal de l'année 1989, précédé de Voyage en Moldavie en 2001. Chez le même éditeur elle publie en 2009, Une liberté désenchantée carnets de réflexion rédigé durant les années 1991-1992 et le début d'une ère nouvelle en Roumanie.

## Livres en roumain
- Strada Mare, roman, București, E. P. L., 1969, sub pseudonimul Adriana Vlad
- Timpul ce ni s-a dat, vol. 1, editura Vitruviu, 2000; ed. a II-a Editura Humanitas 2007
- Timpul ce ni s-a dat, vol. 2, editura Vitruviu, 2006

## Livres en français
- Poèmes I, Lausanne, Les Éditions de l'Aire, 1989
- Poèmes II, Lausanne, Les Éditions de l'Aire, 1989
- Dix méditations sur une rose, Lausanne, Les Éditions de l'Aire, 1989
- Phrases pour la vie quotidienne, Lausanne, Les Éditions de l'Aire, 1990
- Voyage en Moldavie, Vevey, Les Éditions de l'Aire, 2001
- Une Liberté désenchantée. Carnets 1992-1993. Postface de Doris Jakubec, Éditions de l'Aire, 2008

## Sources
- « Annie Bentoiu », sur la base de données des personnalités vaudoises sur la plateforme « Patrinum » de la Bibliothèque cantonale et universitaire de Lausanne.
- Doris Jakubec, postface à Annie Bentoiu, Une liberté désenchantée : carnets, Bucarest, 1992-1993 (Ed. de l'Aire, 2008)
- La Rentrée littéraire 2001
- http://www.editions-aire.ch/Templates/catalogueABleue.pdf